# Larroque-Saint-Sernin
Larroque-Saint-Sernin település Franciaországban, Gers megyében. Lakosainak száma 161 fő (2022. január 1.). Larroque-Saint-Sernin Ayguetinte, Castéra-Verduzan, Cézan, Réjaumont, Saint-Puy és La Sauvetat községekkel határos.

## Népesség
A település népességének változása:
| Lakosok száma | 252  | 197  | 178  | 166  | 169  | 168  | 167  | 165  | 164  | 161  |
|               | 1968 | 1982 | 1990 | 2006 | 2013 | 2015 | 2017 | 2019 | 2020 | 2022 |